# Jedi-Zensus-Phänomen
Das Jedi-Zensus-Phänomen entstand aus Protest gegen den United Kingdom Census 2001. Verschiedene Befragte gaben bei diesem Zensus bei der Frage nach der Religionszugehörigkeit an, dem Jediismus anzugehören, einer synkretistischen Religion, die sich aus der in Star Wars vermittelten Philosophie ableitet.

## Geschichte
Aufgrund der großen Popularität von Star Wars kam es in der Vergangenheit bei Volkszählungen vor allem in den englischsprachigen Ländern immer wieder dazu, dass Befragte als Religion „Jedi“ angaben.
Kurz vor der Volkszählung am 6. März 2001 empfingen Tausende Australier eine E-Mail unbekannten Absenders. Sofern sich die Menschen mit keinem anderen Glaubensbekenntnis identifizieren könnten, sollten sie nach Aufforderung der E-Mail „Jedi“ als Religion angeben. In dieser E-Mail hieß es, dass bei mindestens 8000 Stimmen der Jediismus in Australien offiziell als Religion anerkannt werden würde. Der Leiter des australischen Zensusamtes, John Struik, drohte daraufhin, Falschaussagen mit einem Bußgeld von umgerechnet 570 Euro zu ahnden. Da die Angabe der Religionszugehörigkeit aber bei allen Zählungen auf freiwilliger Basis geschieht, war eine strafrechtliche Verfolgung unwahrscheinlich. Die Angabe „Jedi“, als Antwort auf die Religionsfrage, wurde bei den Auswertungen nicht als offizielle Religion anerkannt, und der Spalte „undefined“ zugerechnet.
Im Jahre 2001 gaben dies beispielsweise in Großbritannien 390.127 Menschen an. Beim australischen Zensus am 7. August 2001 in Australien gaben dies mehr als 70.000 Einwohner an.